# Šudu Cenpa
Šudu Cenpa (také Shudu Tsenpa) je hora vysoká 7 024 m n. m. (7 032 m dle jiných zdrojů) v pohoří Himálaj. Leží na hranici mezi Indickým svazovým státem Sikkim a Tibetskou autonomní oblastí v Čínské lidové republice.

## Charakteristika
Vrchol se nachází na východní straně hlavního himálajského hřebene. Hora je vzdálená 3,38 km jihovýchodně od hory Pauhunri (7 128 m).

## Prvovýstup
Na vrchol Šudu Cenpa nebyl proveden výstup.